# World Series 2013
Le World Series 2013 sono state la 109ª edizione della serie di finale della Major League Baseball al meglio delle sette partite tra i campioni della National League (NL) 2013, i St. Louis Cardinals, e quelli della American League (AL), i Boston Red Sox. A vincere il loro ottavo titolo furono i Red Sox per quattro gare a due.
Questo fu il quarto incontro tra Cardinals e Red Sox nelle World Series (in precedenza si erano scontrati nel 1946, 1967 e 2004). Con la vittoria in gara sei, i Red Sox si aggiudicarono le prime World Series nel diamante casalingo di Fenway Park dal 1918. David Ortiz fu premiato come MVP della serie, divenendo il primo giocatore a non fare parte degli Yankees a vincere tre titoli con la stessa squadra dai tempi di Jim Palmer con i Baltimore Orioles nel 1966, 1970 e 1983.

## Sommario

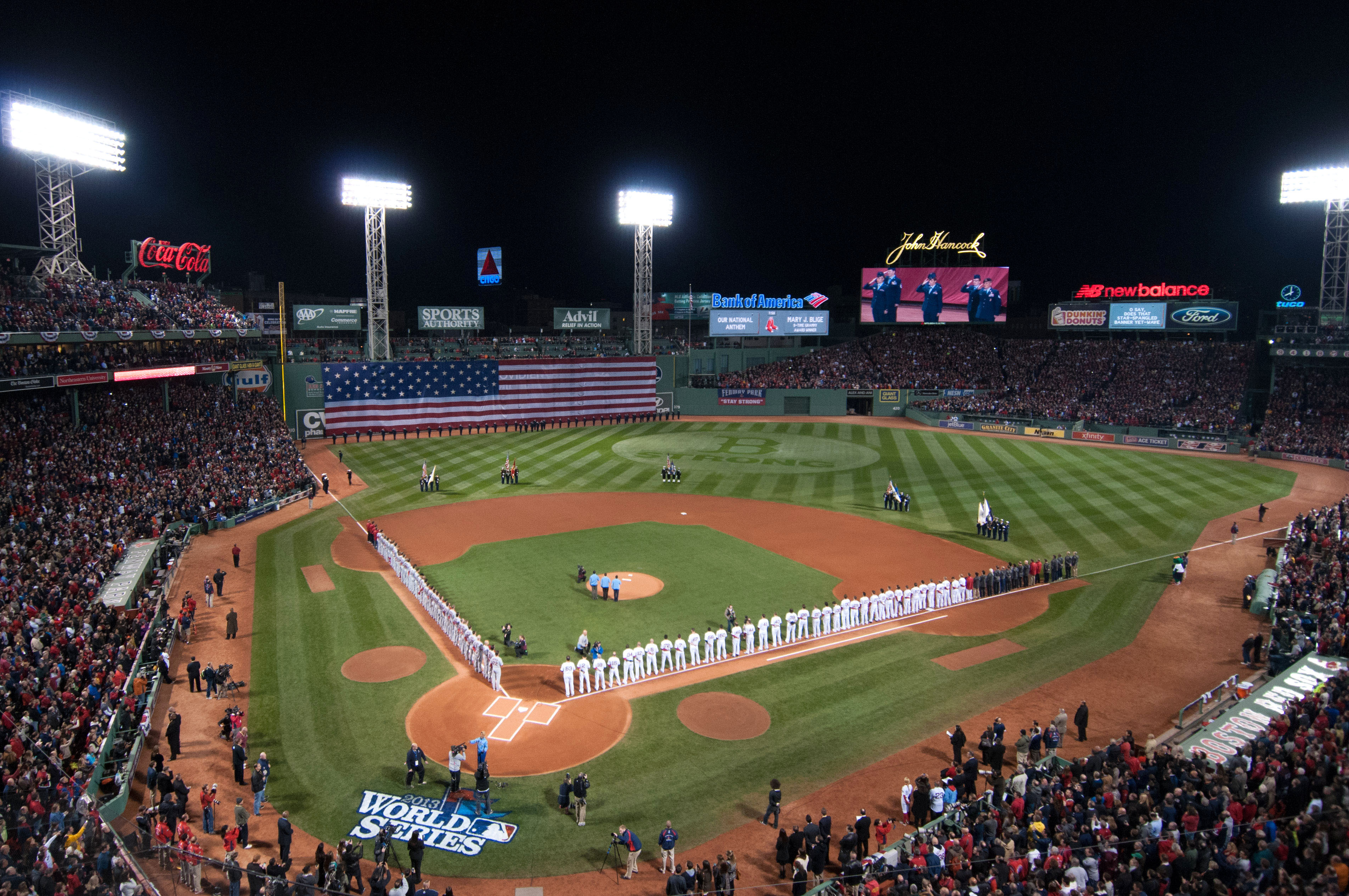
Le squadre schierate prima di gara 1

Boston ha vinto la serie, 4-2.
| Gara | Data       | Risultato                                   | Stadio        | Tempo | Pubblico |
| ---- | ---------- | ------------------------------------------- | ------------- | ----- | -------- |
| 1    | 23 ottobre | St. Louis Cardinals – 1, Boston Red Sox – 8 | Fenway Park   | 3:17  | 38.345   |
| 2    | 24 ottobre | St. Louis Cardinals – 4, Boston Red Sox – 2 | Fenway Park   | 3:05  | 38.436   |
| 3    | 26 ottobre | Boston Red Sox – 4, St. Louis Cardinals – 5 | Busch Stadium | 3:54  | 47.432   |
| 4    | 27 ottobre | Boston Red Sox – 4, St. Louis Cardinals – 2 | Busch Stadium | 3:34  | 47.469   |
| 5    | 28 ottobre | Boston Red Sox – 3, St. Louis Cardinals – 1 | Busch Stadium | 2:52  | 47.436   |
| 6    | 30 ottobre | St. Louis Cardinals – 1, Boston Red Sox – 6 | Fenway Park   | 3:13  | 38.447   |